# Frontios
Frontios est le cent-trente-deuxième épisode de la première série de la série télévisée britannique de science-fiction Doctor Who. Il fut originellement diffusé sur la chaîne BBC One en quatre parties du 26 janvier au 3 février 1984.

## Accroche
Le TARDIS est forcé d'atterrir en force sur la planète Frontios. Là, le Docteur et ses compagnons découvrent les derniers survivants d'une colonie humaine, tentant de survivre à des bombardements envoyés par une force hostile totalement inconnue. Le Docteur et ses compagnons tentent de leur venir en aide, mais sont suspectés très vite d'être des espions infiltrés par la force ennemie.

## Distribution
- Peter Davison — Le Docteur
- Janet Fielding — Tegan Jovanka
- Mark Strickson — Vislor Turlough
- Jeff Rawle — Plantagenet
- Peter Gilmore — Brazen
- Lesley Dunlop — Norna
- William Lucas — Range
- Maurice O'Connell — Cockerill
- Raymond Murtagh — Retrograde
- Richard Ashley — Orderly
- Alison Skilbeck — Deputé
- John Gillett — Le Gravis
- William Bowen, George Campbell, Hedi Khursandi, Michael Malcolm, Stephen Speed — Les Tractateurs

## Résumé
Dans un futur lointain, les humains ont fui la Terre et se sont retrouvés à tenter de survivre sur la planète Frontios. De plus, la planète est couramment attaquée par des pluies de météorites orchestrées par un ennemi inconnu qui semble avoir fait disparaître les humains les plus prestigieux, comme le Capitaine Revere, le chef de la colonie. Celui-ci aurait été "mangé par le sol" mais le chef de la sécurité, Brazen fait passer sa mort pour une cause naturelle et c'est son fils, Plantagenet qui dirige le groupe de survivants. Passant non-loin, le TARDIS se retrouve endommagé par une tempête de météorites et attiré par la gravité de la planète. Le Docteur, Tegan et Turlough émergent au milieu des bombardements. Malgré sa réserve initiale, le Docteur vient en aide à un des colons gravement blessé en le soignant. À la suite d'un nouveau bombardement, le Docteur et ses compagnons découvriront que le TARDIS a disparu et que seul le porte-manteau du vaisseau est intact. 
Après le bombardement, le Docteur et ses compagnons sont considérés comme des intrus, faisant possiblement partie des mystérieux agresseurs qui les attaquent. Alors que Plantagenet tente de tuer le Docteur, Turlough réussi à les faire céder, faisant croire aux colons que le porte-manteau est en réalité une arme. Plantagenet souffrant d'une attaque cardiaque, le Docteur tente de le soigner, mais celui-ci se retrouvera plus tard attiré sous terre par une mystérieuse force. Suivant leur investigation, le Docteur et ses compagnons découvriront que les responsables sont les Tractateurs, des insectes géants capable de manipuler la gravité, sous les ordres d'une entité nommée "Le Gravis." Turlough a une attaque de panique en les voyant, ceux-ci ayant tenté d'envahir sa planète il y a longtemps et réussi à être calmé grâce à deux colons, le scientifique Range et sa fille Norna. Il se retrouve interrogé par Brazen qui découvre la vérité sur la planète Frontios.
Les Tractateurs s'avèrent être responsables de l'enlèvement des colons, qu'ils utilisent afin de servir de cerveau pour faire marcher leurs machines minières. Ce sont eux qui ont fait en sorte que le vaisseau s'écrase sur la planète. Le Gravis souhaite transformer Frontios en un vaisseau géant afin de pouvoir étendre l'influence des Tractateurs à travers la galaxie. Le Docteur tente de faire croire qu'il s'intéresse à la technologie du Gravis afin de sauver Plantagenet qui risque de se retrouver dans la machine. Il est sauvé par une intervention de Turlough, Brazen et ses gardes. Toutefois Brazen se retrouve dans la machine des Tractateurs et le Docteur, Tegan, Turlough et Plantagenet fuient à travers les couloirs. Ils se retrouvent finalement face au TARDIS qui avait été englouti sous Terre. Une partie de la salle de la console semble avoir été mélangée avec la roche souterraine et le vaisseau ne fonctionne plus. 
Le Docteur parvient à piéger le Gravis de sorte qu'il actionne le mécanisme lui-même, en appuyant sur les boutons de la console du TARDIS ce qui permet au vaisseau de retrouver son aspect normal. Le Gravis s'effondre, endormi, et privés de leur chef, les Tractateurs deviennent inoffensifs. Le Docteur et Tegan déposent le Gravis sur une planète inhabitée nommée Kolkokron puis reviennent sur Frontios et saluent les colons après leur avoir demandés de ne jamais dire aux Seigneurs du Temps qu'il leur est venu en aide. Alors qu'ils quittent la planète, les mécanisme du TARDIS commencent à s'emballer et le vaisseau est attiré vers le centre de l'univers.

### Continuité
- Une nouvelle fois, il n'y aucune explication concernant l'absence de Kamelion dans cet épisode. Ce qui est d'autant plus troublant lorsque l'on sait que le TARDIS est en partie détruit par la machine des Tractateurs.
- L'épisode se conclut par une fin à suspens qui sera résolue dans l'épisode suivant.

## Production

### Écriture
L'idée à la base de l'épisode était de demander à l'ancien script-éditor (responsable des scénarios) Christopher H. Bidmead de fournir un épisode qui soit centré autour d'un ou plusieurs monstres. Le 24 août 1982, Bidmead propose une histoire intitulée “The Wanderers” (les vagabonds) dans laquelle se trouve déjà les Tractateurs, des créatures capable de contrôler la gravité, une idée qu'il puisa auprès des termites qui avaient infestés sa maison. Le monde dévasté de Frontios fut inspiré par les actualités et l'état de Beyrouth à la suite de l'invasion israélienne du Liban de l'été 1982. Il souhaitait aussi mettre le Docteur dans une situation où il pourrait être très vulnérable et décida de l'action dans un lointain futur et la disparition du TARDIS.
Le 26 novembre, Bidmead fut engagé pour écrire le scénario complet de Frotious (le titre fut plusieurs fois mal écrit dans les documents de la BBC, étant appelé tantôt Frotious, parfois Frontious ou The Frontios.) Durant la rédaction, l'un des principaux changements fut l'intrigue autour des humains utilisés contre leur gré pour faire fonctionner des machines. Le script fut rendu le 3 février 1983 avant d'être réécrit trois semaines plus tard par le script-éditor Eric Saward afin de pouvoir se lier avec le début de « Resurrection of the Daleks. » Le réalisateur Ron Jones demanda aussi de faire disparaître du scénario un appareil de traduction que devait porter le Gravis car il pensait qu'il serait trop difficile à filmer. 
Quelques mois après la diffusion de l'épisode Eric Saward demande à Christopher Bidmead d'écrire d'autres scénarios mettant en scène les Tractateurs, ce qu'il fit, bien qu'il s'était dit déçu de l'apparence des monstres. Un épisode nommé Pinocotheca fut scénarisé sans jamais être mis en chantier. Après son expérience pour la télé, Bidmead se tourne vers le journalisme informatique.

### Pré-production
À l'origine, le design des monstres avait été confié à Barrie Dobbins. Malheureusement, celui-ci se suicidera en cours de travail au début du mois de juillet 1983 et c'est son assistant, David Buckingham qui compléta le travail.

### Casting
- À l'origine le rôle de Mr Range avait été confié à l'acteur Peter Arne. Le 1er août, quelques semaines avant le début du tournage, il fut retrouvé noyé dans des circonstances qui restent encore non-élucidées. L'acteur William Lucas accepta de prendre sa place[4].
- L'actrice Lesley Dunlop qui joue le rôle de Norna réapparaîtra en 1988 dans l'épisode « The Happiness Patrol. »
- Afin de donner une démarche plus extra-terrestres aux Tractateurs, Ron Jones engagea des comédiens de ballets et des danseurs.
- Jeff Rawle qui joue le rôle de Plantagenet est réapparu dans la série spin-off de Doctor Who, The Sarah Jane Adventures nommé « Mona Lisa's Revenge ».
- C'est peu de temps avant le tournage de cet épisode, le 19 août 1983 que la BBC annonça que Colin Baker allait prendre le rôle du 6e Docteur.

### Tournage
Le réalisateur choisit pour cet épisode fut Ron Jones, un réalisateur vétéran de la série, dont le dernier travail avait été « Arc of Infinity » durant la saison précédente. Une nouvelle fois, après « Warriors of the Deep » les costumes se sont avérés peu pratiques et bien trop étroits pour le déplacement des comédiens. L'épisode entra officiellement en production le 8 juillet 1983.
Pour économiser de l'argent, l'épisode fut intégralement filmé en studio. La première session de tournage en studio se déroula du 24 au 26 août 1983 au studio 6 du Centre télévisuel de la BBC et concernait les scènes dans les tunnels, dans les cavernes, dans la salle de recherche, à l'intérieur du TARDIS et dans le centre médical. La seconde session de tournage eu lieu du 7 au 9 septembre 1983 et se concentra sur les scènes dans la colonie et dans le TARDIS. L'épisode fut toutefois bâclé par Ron Jones et certaines prises furent gardées alors qu'elles comportaient manifestement des erreurs.

### Post-production
L'épisode étant trop long plusieurs scènes ont été coupées, notamment une partie sur Cockerill, un des colons cherchant à fomenter une rébellion, un passage après le retour de Tegan et du Docteur et une scène dans les tunnels.

## Diffusion et Réception
| Épisode                                                                                             | Date de diffusion | Durée | Téléspectateurs en millions | Archives            |
| --------------------------------------------------------------------------------------------------- | ----------------- | ----- | --------------------------- | ------------------- |
| Épisode 1                                                                                           | 26 janvier 1984   | 24:39 | 8,0                         | Bandes couleurs PAL |
| Épisode 2                                                                                           | 27 janvier 1984   | 24:35 | 5,8                         | Bandes couleurs PAL |
| Épisode 3                                                                                           | 2 février 1984    | 24:30 | 7,8                         | Bandes couleurs PAL |
| Épisode 4                                                                                           | 3 février 1984    | 24:26 | 5,6                         | Bandes couleurs PAL |
| Diffusé en quatre parties du 26 janvier au 3 février 1984, l'épisode fit un score d'audience moyen. |                   |       |                             |                     |

### Critiques
En 1995, dans le livre « Doctor Who : The Discontinuity Guide », Paul Cornell, Martin Day, et Keith Topping trouvent que l'épisode est une "bonne utilisation de l'intrigue "colons" contre "aliens hostiles". Les auteurs de « Doctor Who : The Television Companion » (1998) vantent les qualités du scénario qu'ils trouvent bien construit, même s'ils trouvent incohérent que le Docteur s'inquiète d'interférer avec le passé alors qu'il le fait sans arrêt. Toutefois ils trouvent qu'ils s'agit d'un des épisodes les plus solides de la saison et apprécient les Tractateurs, le rôle des compagnons du Docteur dans l'épisode et le jeu des acteurs secondaires.
En 2012, Mark Braxton de Radio Times explique qu'il trouve que le sentiment de peur de cet épisode est bien décrit. Il apprécie le scénario mais trouve l'aspect des Tractateurs ne rend pas service au côté effrayant qu'ils sont censés avoir. Il vante aussi les qualités des acteurs secondaires.

## Novélisation
L'épisode fut romancé par Christopher H. Bidmead lui-même et publié en décembre 1984 avec une couverture d'Andrew Skilleter. Le roman porte le numéro 91 de la collection Doctor Who des éditions Target Books. Bidmead profite de cette version pour y inclure des détails, notamment sur la technologie des Tractateurs qu'il ne pouvait mettre dans son script Ce roman n'a jamais connu de traduction à ce jour.

## Éditions commerciales
L'épisode n'a jamais été édité en français, mais a connu plusieurs éditions au Royaume-Uni et dans les pays anglophones.
- La version restaurée de l'épisode sortie en VHS en novembre 1995 dans un coffret double VHS comprenant « The Awakening. »
- L'épisode fut édité en DVD le 30 mai 2011. L'édition contient les commentaires audios de Peter Davison, Jeff Rawle, John Gillett, du script-éditor Eric Saward et du technicien des effets sonores Dick Mills, un making of de l'épisode avec les interviews des acteurs d'époque, des scènes coupées, la musique de l'épisode et d'autres bonus. Cette version DVD connue une réédition dans le cadre des "Doctor Who DVD Files" le 31 octobre 2012.
- Une lecture audio de l'épisode par Christopher Bidmead est prévue pour sortir en CD en avril 2015.